# Larrabetzu
Larrabetzu en basque ou Larrabezúa en espagnol) est une commune de Biscaye dans la communauté autonome du Pays basque en Espagne.

## Toponymie
Selon Koldo Mitxelena dans son livre Apellidos Vascos, Larrabetzu aurait la signification étymologique de l'abondante partie inférieure de pâturage. Le nom pourrait se décomposer dans les mots basques suivants : larra (pâturage), be(he) (partie inférieure), -tzu (suffixe qui indique l'abondance) et -a (article).

## Géographie

### Quartiers
Les quartiers de Larrabetzu sont: Alaio , Astoreka, Barrenetxe, Basara, Belarrinaga, Berrezoaga, Elexaga, Erkinko, Galartza, Gaztelu, Goikola, Legina, Loroño, Sarrikolea, Ugalde, Uria, Zarandoa, Zubitalde et Goikoelexalde ou Elexalde comme quartier principal (mairie, église).

## Patrimoine

### Patrimoine civil
- Le palais d'Angulería à Larrabetzu (Biscaye, Espagne): est une ancienne construction seigneuriale située au bord de la route de Goikoelexea. Il s'agit d'un bâtiment exempt de volume cube, avec une couverture à quatre pentes qui possède deux étages et cabine.

La structure porteuse du bâtiment est en bois, et à l'extérieur on combine les pierres de taille du rez-de-chaussée de la façade principale et latérale gauche, la brique des étages supérieurs de la façade principale et la maçonnerie pour le reste des parements.
La façade principale présente raie latérale d'accès à la galerie adintelada avec des Toscans de la première plante. Sur celle-ci, le corps supérieur du bâtiment en projection, est décoré avec des peintures en imitant la forme et la couleur des briques avec cenefa de motifs stylisés. Le sujet central est une croix latine dans cuatrilóbulo, sur laquelle apparaît la date 1777.
En façade postérieure présente un escalier de maçonnerie pour l'accès au premier étage et sur l'accès décentré du blason des Meabe. Un petit corps de plus petite hauteur avec couverture a quatre pentes s'adosse latéralement à cette façade postérieure.
Le contenu de cet article incorpore du matériel de la déclaration de Bien d'intérêt Culturel publié dans le BOPV Nº 1996003 le 4 janvier 1996 (texte), qui se trouve dans le domaine public de conformité aux dispositions de l'article 13 de la Loi de Propriété Intellectuelle espagnole.

### Patrimoine religieux
- L'église de San Emeterio et San Celedonio de Goikolexea : (Larrabetzu) (Biscaye, Espagne) est un temple de plant rectangulaire, d'une seule nef divisé en trois tronçons de longueur croissante vers les pieds. Il présente un porche empanaché dans des pieds en bois qui entourent le bâtiment. La plus grande partie de la construction est antérieure au XVIIe. Lors ce siècle on complète la nef actuelle et on érige une tour-clocher, de plant quadrangulaire, divisée en trois corps et couverte de sièges, localisé dans la zone des pieds.

Au XVIIIe siècle on a construit la sacristie, adossée à la tête de l'ensemble. Les contreforts sont de croix et octoparties de tiercelets. Les supports internes s'adossent au mur, tout comme les étriers extérieurs.
Le temple a deux accès. Le portail, plus ancien, début du XVe siècle s'ouvre dans le second tronçon sur le côté de l'épître. L'accès est étayé et adovelado.
L'entrée principale est ouverte à travers le corps inférieur de la tour et elle est datée du XVIIIe siècle. Il appartient au Baroque et est composé d'un fronton incurvé parti soutenu au moyen de pilastres qui encadrent un linteau garni par des moulures lourdes et décorées avec des plaques.
L'église est en majorité en grès bien que le corps supérieur de la tour soit de brique et dans le porche on utilise le bois.
Dans le mobilier du temple il faut souligner un retable hispanique flamand, ainsi que des peintures murales médiévales récemment découvertes dans les parois latérales.
Le contenu de cet article incorpore du matériel de la déclaration de Bien d'Interêt Culturel publié dans le BOPV Nº 1995224 le 23 novembre 1995 (texte), qui se trouve dans le domaine public de conformité aux dispositions de l'article 13 de la Loi de la Propriété intellectuelle espagnole.

## Personnalités liées à la commune
- Jesus Loroño (1926-1998) : cycliste.
- Toti Martínez de Lezea (1949) : écrivain. Il est natif de Vitoria-Gasteiz, mais réside à Larrabetzu.
- Mikel Artetxe : Cycliste.